# 담양 용대리 석교
담양 용대리 석교(潭陽 龍坮里 石橋)는 전라남도 담양군 대덕면 용대리에 있는 석교이다. 2003년 6월 30일 담양군의 향토문화유산 제1호로 지정되었다.

## 개요
담양군 용대리 석교는 담양지방에서 유일하게 남아있는 조선시대에 세운 판석형 석교이다.
대덕면 관내 군도 12호선과 평행선으로 놓인 용대리 석교는 군도에 놓인 콘크리트로 만든 다리와 약 5.3m 거리에 있다. 다리가 놓인 계천의 너비는 8.7m로 호안축대가 양켠에 쌓여 있다. 계천 바닥에서 다리 판석과의 높이는 2.16m~2.34m로 상판 3개를 두 개의 교각이 떠받치고 있다. 두 개의 교각은 각각 5개와 6개의 자연판석으로 쌓아 올렸는데 시멘트로 바른 흔적이 있다.